# شالو

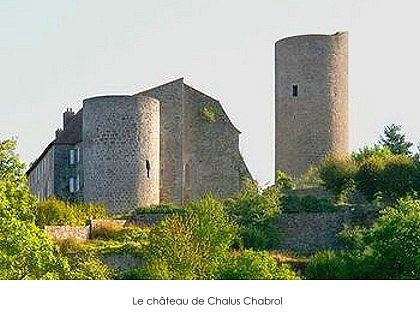
قلعة شالو

شالو (بالفرنسية: Châlus)‏ هي بلدية فرنسية في إقليم فيين العليا في منطقة ليموزا في غرب فرنسا.